# Pereval Tengizbaj
Pereval Tengizbaj (ryska: Перевал Тенгизбай) är ett bergspass i Kirgizistan. Det ligger i den sydvästra delen av landet, 400 km sydväst om huvudstaden Bisjkek. Pereval Tengizbaj ligger 3 661 meter över havet.
Terrängen runt Pereval Tengizbaj är bergig norrut, men söderut är den kuperad. Runt Pereval Tengizbaj är det mycket glesbefolkat, med 7 invånare per kvadratkilometer. Närmaste större samhälle är Daroot-Korgon, 14,8 km söder om Pereval Tengizbaj. Trakten runt Pereval Tengizbaj består i huvudsak av gräsmarker.